# 美國中央陸軍
美國中央陸軍（英語：United States Army Central，ARCENT），原美國第三軍團（英語：Third United States Army），成立於第一次世界大戰期間，第二次世界大戰時在喬治·巴頓的指揮作戰之下而聞名。現在是美國中央司令部的陸軍部分，責任區涵蓋北非、西亞等地區。

## 歷史
第三軍團於1918年11月7日在法國肖蒙成立，由約瑟夫·迪克曼少將指揮，由第三軍、第四軍、第七軍組成，任務是戰爭結束後進入德國中部，解除德軍的武裝。12月15日，第三軍團在科布倫茲駐紮，沒有遇到強烈反抗，糧食和煤炭也相當充足。在這段期間，第三軍團訓練部隊應對任何突發事件，制定重啟戰鬥時的行動計劃，防止德國拒絕簽署和平條約。
第三軍團於1919年7月2日解編，其人員駐留成為駐德美軍部隊，在德國停留三年，因為美國沒有簽署凡爾賽條約，因此在法律上仍與德國處於戰爭狀態直到1921年。
第三軍團1932年8月9日重啟，1933年10月1日在德克薩斯州山姆·休士頓堡成立，負責訓練美國本土軍隊，曾參與知名的路易斯安那演習。
1943年，第三軍團派赴英國，軍長為喬治·巴頓中將，1944年7月5日在法國登陸後快速穿越法國，攻入德國心臟地帶，最後抵達捷克斯洛伐克。第三軍團於戰後留在德國直到1947年返回美國，繼續擔任訓練單位。1973年，美國陸軍部隊司令部成立，被取代的第三軍團隨之解編。
第三軍團於1982年12月在麥克佛森堡重編，作為美國中央司令部的陸軍勤務構成司令部。第三軍團在1990年參與波斯灣戰爭，指揮第七軍和第十八空降軍。波斯灣戰爭結束後，第三軍團繼續執行警惕戰士行動、警惕哨兵行動、沙漠打擊行動、沙漠雷霆行動第一階段、沙漠雷霆行動第二階段、沙漠狐狸行動。
2003年初，第三軍團參與伊拉克自由行動。
2011年7月，美國中央陸軍將總部遷至南卡羅萊納州的肖空軍基地。

## 組織
美國中央陸軍目前的下屬單位有：
- 斯巴達特遣部隊
- 第1戰區保障司令部（英语：1st Sustainment Command (Theater)）
- 第335戰區通信司令部（英语：335th Theater Signal Command (United States)）（預備役）
- 陸軍支援群 - 科威特
- 陸軍支援群 - 卡達
- 陸軍支援群 - 約旦